# 军埠镇
军埠镇是中华人民共和国广东省揭阳市普宁市下辖的一个乡镇级行政单位。，位于市域东部，辖区总面积27平方公里，户籍人口135553人（2008年），下辖2个社区和15个行政村。

## 行政区划
军埠镇下辖以下地区：
军埠社区、大长陇村、莲坛村、石桥头村、陇头后楼村、陇头东桂村、陇头新南村、陇头浮洋村、陇头山家村、何厝围村、树脚村、三坛村、笔架山村、新厝村、军新村和军老村。